# Krisy Myers
Krisy Myers (Lloydminster, 9 augustus 1978) is een Canadese langebaanschaatsster. Ze is gespecialiseerd in de korte afstanden (500 en 1000 meter).
Myers begon als kunstrijdster, maar stapte al jong over op het hardrijden. Ze wordt gecoacht door de Canadese oud-schaatser Kevin Crockett. In 1999 debuteerde ze in het internationale seniorencircuit tijdens wereldbekerwedstrijden. Vanaf 2001 nam ze ook deel aan de Wereldkampioenschappen Sprint, waar ze echter steevast in de achterhoede eindigde.
Bij de Olympische Winterspelen van Turijn startte ze op de 500 meter, ze werd 22e.

## Persoonlijke Records
| Afstand    | Tijd    | Datum         | Baan    |
| ---------- | ------- | ------------- | ------- |
| 500 meter  | 38,87   | 13 maart 2005 | Calgary |
| 1000 meter | 1.17,94 | 13 maart 2005 | Calgary |

## Resultaten
| jaar | WK Sprint | WK Afstanden       | Olympische Spelen | WK Junioren |
| ---- | --------- | ------------------ | ----------------- | ----------- |
| 1997 |           |                    |                   | nc28        |
| 1998 |           |                    |                   | nc20        |
| 2001 | 25e       | 23e 500m           |                   |             |
| 2002 | 25e       |                    |                   |             |
| 2003 |           | 16e 500m           |                   |             |
| 2004 | 24e       | 17e 500m 18e 1000m |                   |             |
| 2005 | 26e       | 19e 500m           |                   |             |
| 2006 | 27e       |                    | 22e 500m          |             |
| 2007 |           | 22e 500m           |                   |             |

## Trivia
Myers' beeltenis haalde tijdens wereldbekerwedstrijden in Inzell in 2002 de Nederlandse kranten toen ze uit protest tegen de lichtgele doorschijnende schaatspakken van de Canadezen een opvallende onderbroek met smileys had aangetrokken.